# Leptodontium brachyphyllum
Leptodontium brachyphyllum är en bladmossart som beskrevs av Brotherus och Thériot 1905. Leptodontium brachyphyllum ingår i släktet groddmossor, och familjen Pottiaceae. Inga underarter finns listade i Catalogue of Life.